# Binaris (Star Trek: La nova generació)
"Binaris" (títol original en anglès "11001001") és el quinzè episodi de la primera temporada de la sèrie de televisió de ciència-ficció estatunidenca Star Trek: La nova generació, es va emetre originalment l'1 de febrer de 1988, en redifusió als Estats Units. Va ser escrit per Maurice Hurley i Robert Lewin, i dirigit per Paul Lynch.
Ambientada al segle XXIV, la sèrie segueix les aventures de la tripulació de la nau de la Flota Estel·lar de la Federació Enterprise-D. En aquest episodi, membres d'una raça alienígena anomenada Bynars segresten una "Enterprise" gairebé evacuada mentre adapten l'ordinador al moll espacial.
El supervisor de maquillatge Michael Westmore va crear l'aspecte dels binaris, que eren quatre dones amb un maquillatge extens. La partitura musical va ser escrita per Ron Jones. Els crítics van elogiar els mateixos binaris, i la resposta a l'episodi va ser generalment positiva, i un crític que el va qualificar de millor de la temporada. Va ser guardonat amb un Premi Emmy a la millor edició de so per a una sèrie.

## Argument
La nau estel·lar de la Federació Enterprise arriba a la base estel·lar 74 per a una comprovació de manteniment rutinària. El capità Jean-Luc Picard (Patrick Stewart) i el comandant William Riker (Jonathan Frakes) saluden al comandant de la base estelar Quinteros (Gene Dynarski) i dues parelles de petits extraterrestres humanoides coneguts com binaris; els binaris depenen molt de la seva tecnologia informàtica i treballen en parelles per obtenir la millor eficiència. Gran part de la tripulació pren permís a terra mentre Picard, Riker i una tripulació esquelet romanen a bord. Riker està intrigat per les actualitzacions reclamades dels binaris a l'holocoberta i comença un programa en un bar de jazz. El programa inclou una dona anomenada Minuet (Carolyn McCormick), per la qual Riker està fascinat, tant com a dona bella i encantadora, però també pel nivell de sofisticació de les seves respostes. Riker torna aviat, i Picard s'aproxima a ell fent un petó a Minuet, i ell també està sorprès per la simulació.
Mentrestant, els binaris creen discretament un fracàs catastròfic al nucli de curvatura de la nau. el tinent comandant Data (Brent Spiner) i Geordi La Forge (LeVar Burton) són incapaços de localitzar Picard o en Riker i, suposant que ja són a la base estel·lar, ordenen una evacuació d'emergència. Estableixen que la nau abandoni la base estel·lar i es deformi cap a un lloc segur abans que exploti. Tanmateix, una vegada que estan fora del moll, la fallada desapareix i la nau posa rumb cap al sistema binari, el planeta Bynaus orbitant Beta Magallanes. Data, La Forge i Quinteros s'adonen que els binaris encara són a bord de la nau, però actualment no hi ha cap altre nau de treball que els segueixi. De tornada a l' Enterprise, Riker i Picard abandonen la simulació per trobar la nau buida i deformada al sistema Bynar, amb els controls de la nau bloquejats al pont. Tement que els binaris s'hagin apoderat de la nau amb finalitats nefastes, fan que la nau s'autodestrueixi en 5 minuts i després agafen el pont amb un transportador i hi troben els binaris inconscients.
Després de cancel·lar l'autodestrucció, descobreixen que els binaris han penjat quantitats massives d'informació als ordinadors de l' Enterprise, però no són capaços de descodificar-la. En adonar-se que Minuet va ser creada expressament pels binaris com una distracció, Picard i Riker pregunten a la simulació sobre què està passant quan el vaixell s'acosta a l'òrbita de Bynaus. Minuet explica que una estrella prop del món natal de Bynar s'havia convertit en una supernova i el EMP que emetia danyaria els seus sistemes informàtics, matant els binaris. Havien utilitzat l'Enterprise per carregar la informació de l'ordinador per a la seva conservació i després planejaven descarregar-la de nou als ordinadors Bynar després que l'amenaça de l'EMP hagués passat. Amb l'ajuda de Data, Picard i Riker descarreguen les dades i els binaris es recuperen. Es disculpen per les seves accions, després de temer que la Flota Estel·lar es negaria a ajudar-los, encara que Picard assenyala que només havien de demanar-ho. Quan l' Enterprise torna a la base estel·lar, Riker torna a l'holocoberta per donar les gràcies a Minuet, però descobreix que sense les dades de Bynar, la simulació ha retrocedit a la norma esperada per a l'holocoberta, i encara que Minuet encara existeix, no és la mateixa que abans. Riker informa a Picard que Minuet ha desaparegut.

## Repartiment i doblatge al català
La sèrie va ser doblada al català pels estudis Tramontana (primera part) i Soundtrack (segona part) i emesa a TV3 l’any 1991. Els dobladors de l'episodi foren:
| Personatge         | Actor/actriu      | Veu en català         |
| ------------------ | ----------------- | --------------------- |
| Jean-Luc Picard    | Patrick Stewart   | Joan Crosas           |
| William Riker      | Jonathan Frakes   | Antoni Forteza        |
| Data               | Brent Spinner     | Joaquim Sota          |
| Geordi La Forge    | LeVar Burton      | Aleix Estadella       |
| Worf               | Michael Dorn      | Enric Arquimbau       |
| Beverly Crusher    | Gates McFadden    | Pilar Rubiella        |
| Deanna Troi        | Marina Sirtis     | Alicia Laorden        |
| Tasha Yar          | Denise Crosby     | Teresa Manresa        |
| Wesley Crusher     | Will Wheaton      | Roger Pera            |
| Minuet             | Carolyn McCormick | Carme Alarcón         |
| Capità Quinteros   | Eugene Dynarski   | Manuel Lázaro         |
| Zero U             | Katy Boyer        | ?                     |
| U Zero             | Alexandra Johnson | Enric Isasi Isasmendi |
| Veu de l'ordinador | Majel Barrett     | Carme Canet           |

## Producció
El nom "11001001" és un número binari, una concatenació dels noms dels binaris (U U, Zero Zero, U Zero i Zero U). Per això l'episodi es va anomenar originalment "10101001". Originalment es pretenia que aquest episodi tingués lloc abans de "L'adéu final", amb les modificacions dels binaris causant els problemes amb l'holocoberta vist en aquest episodi. En comptes d'això, es va canviar pels binaris ajudant a arreglar l'holocoberta per evitar que aquests problemes es repeteixin. Els mateixos binaris eren interpretats per dones joves. Es va considerar que ho interpretessin nens, però l'equip de producció va pensar que seria massa molest pel temps limitat que podien treballar cada dia i la necessitat de contractar professors. Cada actriu havia de portar un maquillatge extens, que va ser creat pel supervisor de maquillatge Michael Westmore. Es va fer una gran gorra de calb d'una sola peça amb el mateix motlle per a cada actriu, la qual cosa va requerir uns retalls personalitzats perquè s'ajustés correctament. Per tapar problemes amb les costures de la gorra, es va afegir una mica de pèl fals al coll dels binaris. Cada actriu també controlava la llum intermitent dins de l'aparell al costat del capçal a través d'una bateria connectada a la cintura dels seus vestits. Per dissimular les seves veus, el to es va reduir en postproducció. Originalment estava previst afegir subtítols a les converses dels binaris entre ells.
La imatge de la base estel·lar orbitant un planeta es va reutilitzar de Star Trek 3: A la recerca de Spock. La partitura va ser creada per Ron Jones, que va incorporar temes de jazz composts per  John Beasley. L'episodi va ser escrit per Maurice Hurley i Robert Lewin. Hurley es va mostrar satisfet amb el resultat de l'episodi, elogiant el treball de Westmore sobre el maquillatge dels binaris i l'actuació de Jonathan Frakes. Frakes també va gaudir de l'episodi, dient: "Un programa fabulós. Eren el tipus d'oportunitats que vam tenir la primera temporada que quan van funcionar, van funcionar molt bé. Va ser un programa molt casual i em va encantar". El director Paul Lynch també pensava que els binaris eren "genials". Carolyn McCormick va aparèixer com a Minuet i, posteriorment, es va convertir en un membre habitual del repartiment a Law & Order. Va tornar al paper de Minuet a l'episodi de la temporada 4 "Futur imperfecte". Gene Dynarski havia aparegut anteriorment com a Ben Childress a l'episodi de Star Trek (sèrie original) "Les dones d'en Mudd" i com a Krodak a "La marca de Gideon".

## Recepció
"11001001" es va emetre en redifusió durant la setmana que va començar el 7 de febrer de 1988. Va rebre una puntuació de Nielsen de 10,7, que reflecteix el percentatge de totes les llars que miraven l'episodi durant la seva franja horària. Aquestes puntuacions van ser inferiors a les dels dos episodis emesos abans i després. Pel seu treball en aquest episodi, Bill Wistrom, Wilson Dyer, Mace Matiosian, James Wolvington, Gerry Sackman i Keith Bilderbeck van rebre un Premi Emmy per a la millor edició de so per a una sèrie. TV Guide el va classificar com a número 6 a la seva llista dels 10 millors episodis de Star Trek per a la celebració de la revista del 30è aniversari de la franquícia el 1996.
Diversos crítics van tornar a veure l'episodi després del final de la sèrie. James Hunt va ressenyar l'episodi per al lloc web "Den of Geek" el gener de 2013. Li va sorprendre l'episodi, ja que "esperava alguna cosa que normalment era horrible en la primera temporada i va aconseguir alguna cosa que actualment era força divertida." Va pensar que el tema de la simbiosi entre l'home i la màquina era "interessant", afirmant que era el millor episodi fins aquell moment de la primera temporada i un dels millors de la temporada en general. Zack Handlen va veure l'episodi per The A.V. Club el maig de 2010. Ell també es va sorprendre amb el que va trobar. Handlen va dir que "la darrera vegada que el vaig veure, vaig pensar que les interaccions de Riker i Minuet eren maleïdament cursis. Ara no em molesten tant, perquè no duren gaire, i hi ha alguna cosa hilarant en un home que intenta seduir una simulació per ordinador dissenyada per respondre a les seves seduccions". Però va dir: "M'he divertit amb això, que no m'esperava", i "va pensar que era sòlid". Li va donar a l'episodi una nota B.
Keith DeCandido va ressenyar l'episodi per a Tor.com el juny de 2011. El va descriure com "un dels episodis més forts de la primera temporada", i els binaris com "una de les millors espècies alienígenes que Trek ha proporcionat". També va pensar que desactivar l'autodestrucció quan faltaven dos minuts per al final en comptes dels segons va evitar un tòpic, i li va donar una puntuació de set sobre deu. Michelle Erica Green de TrekNation va veure l'episodi el juny de 2007. Va pensar que estava "molt a prop de ser un episodi molt bo". També va pensar que les accions de Picard i Riker eren el "comportament conjunt més ximple dels dos primers oficials", ja que es van distreure amb un personatge femení a l'holocoberta i no es van adonar de l'evacuació de la nau. Jamahl Epsicokhan al seu lloc web "Jammer's Reviews" va descriure "Binaris" com "el millor i més memorable episodi de la primera temporada". Va pensar que era el "concepte de ciència-ficció més sòlid de la temporada" i que la sèrie estava "cremant tots els cilindres, tot s'uneix, des de la trama al personatge, fins a l'ús raonable de la tecnologia i l'acció". Li va donar una puntuació de quatre sobre quatre.
El 2011, Forbes va assenyalar aquest episodi com un que explora les implicacions de la tecnologia avançada, especialment la connexió entre les persones i la tecnologia. El van comparar amb l'episodi posterior "El novè grau". També cal destacar que assenyalen les modificacions a l'holocoberta d' Enterprise-D, que li permet superar una test de turing improvisat del personatge Comandant Riker. El 2012, la revista Wired va dir que aquest era un dels millors episodis de Star Trek: La nova generació. El 2020, Screen Rant va classificar Minuet, la dama hologràfica que apareix al programa, com el setè millor personatge holocoberta de la franquícia Star Trek.

## Estrena en mitjans domèstics
El primer llançament en mitjans domèstics de "Binaris" va ser en videocasset VHS, que va aparèixer el 26 d'agost de 1992 als Estats Units i Canadà. Més tard, l'episodi es va incloure a la caixa del DVD de la primera temporada de Star Trek: La nova generació, llançat el març de 2002, i després llançat com a part de la temporada en Blu-ray el 24 de juliol de 2012.